# Pinelopi Koujianou Goldberg
Pinelopi "Penny" Koujianou Goldberg (1963) es una economista griego-estadounidense que ocupó el puesto de economista jefe del Banco Mundial desde 2018 hasta 2020. Ocupa la cátedra del Profesor Elihu de Economía en la  Universidad de Yale. También es investigadora sénior no residente en el Instituto Peterson de Economía Internacional.

## Biografía
Goldberg nació en Atenas, Grecia. Se licenció en economía de la Universidad de Freiburg en 1986 e hizo el doctorado de la Universidad de Stanford en 1992.

## Carrera
Goldberg es profesora en la Universidad de Yale, donde tiene la posición de profesora de economía de la sociedad secreta Elihu. En Yale, inicialmente fue una de las tres únicas profesoras de economía a las que se les otorgó la titularidad. Anteriormente había ocupado cargos docentes en la Universidad de Columbia (1999–2001), la Universidad de Princeton (1992–99 y 2007–10) y en Yale entre 2001–07, habiendo vuelto a esta institución en 2010.
En 2011, Goldberg se convirtió en la primera mujer nombrada directora de redacción de la American Economic Review, una de las revistas económicas más prestigiosas. Estuvo en dicho puesto de 2011 a 2016 y más adelante como codirectora de 2010 a 2016 y en 2017.
Goldberg fue designada por Jim Yong Kim como economista jefa del Banco Mundial el 27 de abril de 2018 y se incorporó en noviembre de 2018. Durante su tiempo en el cargo, estuvo en comisión de servicios de la Universidad de Yale. En febrero de 2020, anunció que dejaría su puesto a partir del 1 de marzo de 2020 para volver a Yale. Fue sucedida por Aart Kraay, director de investigación en el Grupo de Investigación de Desarrollo, como economista jefe interino hasta que se nombrara sucesor. Goldsberg nunca explicó los motivos de su renuncia, pero The Economist especulaba que tal vez pudo influir el descontento con los altos funcionarios del Banco Mundial, que presuntamente habrían ocultado una investigación que habría descubierto la existencia de corrupción, ya que parte de la ayuda exterior del Banco Mundial iría a las élites locales.
Goldberg es miembro de la Academia Nacional de Ciencias de EE. UU., de la Academia Estadounidense de las Artes y las Ciencias, de la Economic Society (Sociedad Econométrica) y su presidenta en 2021, investigadora asociada de la National Bureau of Economic Research (Oficina nacional de investigación económica), miembro de la junta directiva de BREAD (Bureau for Research and Economic Analysis of Development u Oficina de Investigación y Análisis Económico del Desarrollo), e investigadora afiliada del Centro Internacional de Crecimiento de la Escuela de Economía de Londres. Recibió la beca de la John Simon Guggenheim Memorial Foundation y el Premio Bodossaki en ciencias sociales.

## Investigación
Las decenas de trabajos publicados de Goldberg se centran en la microeconomía aplicada, en el comercio internacional y la organización industrial. Más recientemente, ha estudiado el impacto de la liberalización del comercio en el crecimiento y la distribución de la renta, en los efectos de la aplicación de los derechos de propiedad intelectual en los países en vías de desarrollo y los elementos que determinan que la transerencia del tipo de cambio (exchange-rate pass-through) sea incompleta. En trabajo conjunto con Nina Pavcnik, Amit Khandelwal, Petia Topalova y Jan De Loecker, Goldberg ha estudiado los efectos de la liberalización comercial de la década de 1990 en la India sobre la producción nacional y la variedad de productos disponibles en el mercado nacional indio, y sobre la costes a los que se enfrentan los productores indios.
En un artículo publicado en el Quarterly Journal of Economics en 2020, escrito conjuntamente con los economistas Pablo K. Fajgelbaum, Patrick J. Kennedy y Amit K. Khandelwal, Goldberg analizó los efectos de los aranceles de Trump de 2018 y la guerra comercial entre China y Estados Unidos en la economía estadounidense y las pérdidas estimadas de $68.8 mil millones para los consumidores y productores debido al incremento de precios. El efecto total, que también tiene en cuenta los beneficios del incremento de precios para los productores estadounidenses y los ingresos del gobierno por aranceles, se estimó en $7.800 millones. Los autores analizaron en profundidad la distribución de las pérdidas entre sectores y estados y descubrieron que los trabajadores de los sectores comerciables de estados claramente republicanos eran los más impactados.
Su investigación sobre la medición del capital humano, junto con Simeon Djankov, Noam Angrist y Harry Patrinos, es la base del Human Capital Index (Índice de Capital Humano) del Banco Mundial.
Recientemente, Goldberg ha trabajado sobre la renuncia a las patentes farmacéuticas sobre las vacunas. Ella argumenta en contra del impulso actual de la OMS y de muchas otras organizaciones globales al afirmar que la capacidad de producción no es la principal limitación a la que se enfrentan las personas para vacunarse, desacreditando así el argumento en contra de que las principales empresas farmacéuticas renuncien a las patentes de vacunas. Goldberg señala que una mayor financiación para la vacunación y el envío los excedentes de producción de vacunas en los países de altos ingresos es la principal solución para una mejor distribución de la vacuna.
Los trabajos de Goldberg se han publicado en multitud de revistas y ha sido elogiada por su investigación, en particular The Quarterly Journal of Economics, American Economic Review, Handbook of Commercial Policy y The Annual Review of Economics.

## Algunos de sus Trabajos
- Goldberg, Pinelopi; Michael M. Knetter (1997). «Goods Prices and Exchange Rates: What Have We Learned?». Journal of Economic Literature 35 (3): 1243-1272.
- Goldberg, Pinelopi Koujianou; Nina Pavcnik (2007). «Distributional effects of globalization in developing countries». Journal of Economic Literature 45 (1): 39-82. doi:10.1257/jel.45.1.39.
- Goldberg, Pinelopi Koujianou; Giovanni Maggi (1999). «Protection for Sale: An Empirical Investigation». American Economic Review 89 (5): 1135-1155. doi:10.1257/aer.89.5.1135.
- Goldberg, Pinelopi Koujianou (1995). «Product differentiation and oligopoly in international markets: The case of the US automobile industry». Econometrica 63 (4): 891-951. doi:10.2307/2171803.
- De Loecker, Jan; Pinelopi Koujianou Goldberg; Amit Khandelwal; Nina Pavcnik (March 2016). «Prices, Markups, and Trade Reform». Econometrica 84 (2): 445-510. doi:10.3982/ECTA11042.
- Goldberg, Pinelopi Koujianou; Amit Kumar Khandelwal; Nina Pavcnik; Petia Topalova (2010). «Imported intermediate inputs and domestic product growth: Evidence from India». The Quarterly Journal of Economics 125 (4): 1727-1767. doi:10.1162/qjec.2010.125.4.1727.
- Goldberg, Penny; Amit Khandelwal; Nina Pavcnik; Petia Topalova (2010). «Multi-product Firms and Product Turnover in the Developing World: Evidence from India». Review of Economics and Statistics 92 (4): 1042-1049. doi:10.1162/rest_a_00047.
- Attanasio, Orazio; Pinelopi K. Goldberg; Nina Pavcnik (2004). «Trade reforms and wage inequality in Colombia». Journal of Development Economics 74 (2): 331-366. doi:10.1016/j.jdeveco.2003.07.001.